# 豊嶋勇作
豊嶋 勇作（とよしま ゆうさく、1969年 - ）は、日本のCGプロデューサー、映画プロデューサー。香川県出身。デジタル・フロンティア所属。2010年10月、同社専務取締役に就任。東京農工大学工学部大学院卒。日本映画のVFXやフルCGアニメのプロデュースを手掛ける。

## 担当作品

### 映画
- 2002年 『ピンポン』 - CGプロデューサー
- 2002年 『ぼのぼの クモモの木のこと』 - CGプロデューサー
- 2004年 『APPLESEED』 - CGプロデューサー
- 2005年 『東京ゾンビ』 - プロデューサー
- 2006年 『アタゴオルは猫の森』 - CGプロデューサー
- 2006年 『テニスの王子様』 - CGプロデューサー
- 2006年 『バックダンサーズ!』 - CGプロデューサー
- 2006年 『DEATH NOTE』 - CGプロデューサー
- 2006年 『デスノート the Last name』 - CGプロデューサー
- 2007年 『EX MACHINA -エクスマキナ-』 - CGプロデューサー
- 2008年 『ネガティブハッピー・チェーンソーエッヂ』 - CGプロデューサー
- 2008年 『蛇にピアス』 - CGプロデューサー
- 2008年 『バイオハザード ディジェネレーション』 - CGプロデューサー
- 2009年 『魔法遣いに大切なこと』  - CGプロデューサー
- 2009年 『サマーウォーズ』 - CGプロデューサー
- 2011年 『GANTZ』 - CGプロデューサー
- 2011年 『GANTZ PERFECT ANSWER』 - CGプロデューサー
- 2011年 『鉄拳 ブラッド・ベンジェンス』 - CGプロデューサー
- 2013年 『めめめのくらげ』 - VFXプロデューサー[4]
- 2016年 『デスノート Light up the NEW world』 - CGプロデューサー
- 2018年 『BLEACH 死神代行篇』 - CGプロデューサー